# Sinum scopulosum
Sinum scopulosum är en snäckart som först beskrevs av Conrad 1849.  Sinum scopulosum ingår i släktet Sinum och familjen borrsnäckor. Inga underarter finns listade i Catalogue of Life.